# Candida parapsilosis
Candida parapsilosis är en svampart som först beskrevs av Ashford, och fick sitt nu gällande namn av Langeron & Talice 1932. Candida parapsilosis ingår i släktet Candida, ordningen Saccharomycetales, klassen Saccharomycetes, divisionen sporsäcksvampar och riket svampar.   Inga underarter finns listade i Catalogue of Life.